# MapServer
MapServer 是一个开放源代码的开发环境，用于建立空间互联网应用。它可以作为 CGI 程序或通过 MapScript 运行。MapScript 支持数种编程语言（通过SWIG)。MapServer 由明尼苏达大学开发。它的开发最初由 NASA 支持，以使其卫星影像开放给公众。
软件建立在其它的主流自由开源系统，如Shapelib、FreeType、 Proj.4、libTIFF、Perl等之上。Maperver将能运行在大多数的商业系统所不支持的Linux/Apache平台。MapServer还可在大多数UNIX下编译，和在Windows NT/98/95下运行。